# Ian Garrison
Ian Garrison (ur. 14 kwietnia 1998 w Decatur) – amerykański kolarz szosowy.

## Osiągnięcia
Opracowano na podstawie:

2016
- 3. miejsce w Trofeo Karlsberg
- 1. miejsce na 4. etapie Tour de l’Abitibi
- 3. miejsce w mistrzostwach świata juniorów (jazda indywidualna na czas)

2017
- 2. miejsce w Gent-Wevelgem U23
- 2. miejsce w mistrzostwach panamerykańskich U23 (jazda indywidualna na czas)
- 1. miejsce na 4. etapie Tour de Beauce

2018
- 1. miejsce w prologu Tour Alsace (jazda drużynowa na czas)

2019
- 2. miejsce w Le Triptyque des Monts et Châteaux
- 1. miejsce w mistrzostwach Stanów Zjednoczonych U23 (jazda indywidualna na czas)
- 1. miejsce w mistrzostwach Stanów Zjednoczonych (jazda indywidualna na czas)
- 2. miejsce w mistrzostwach świata U23 (jazda indywidualna na czas)

## Rankingi
| Rok              | 2017 | 2018  | 2019 | 2020  | 2021  |
| ---------------- | ---- | ----- | ---- | ----- | ----- |
| World Ranking    | 761. | 1865. | 452. | 1512. | 2951. |
| UCI Europe Tour  | 622. | 1236. |      |       |       |
| UCI America Tour | 118. | -     | 44.  | 141.  | 521.  |
|                  |      |       |      |       |       |
| Źródło: UCI      |      |       |      |       |       |